# Eric Addo
Eric Pappoe Addo (Acra, 12 de novembro de 1978) é um ex-futebolista ganês que atuava como zagueiro ou volante.

## Carreira
Aos 12 anos de idade, quando começou no modesto Noble Harrics, clube de Gana, Addo já era considerado uma promessa do futebol africano. Em 1998, quando atuava pelo Brugge e recebeu sua primeira convocação para a Seleção Ganesa, foi eleito o jogador do ano no país. Além da Copa do Mundo FIFA de 2006, seu torneio de maior destaque pela Seleção, o zagueiro também foi convocado para três Campeonato Africano das Nações.

## Títulos
Brugge
- Supercopa da Bélgica: 1996 e 1998
- Jupiler Pro League: 1997–98

PSV Eindhoven
- Supercopa dos Países Baixos: 2000, 2001 e 2008
- Copa dos Países Baixos: 2004–05
- Eredivisie: 1999–00, 2000–01, 2004–05, 2005–06, 2006–07 e 2007–08

### Prêmios individuais
- Jovem Futebolista Belga da Temporada: 1997–98
- Chuteira de Ébano da Bélgica: 1998
- Futebolista Ganês do Ano: 1998